# GRAd-COV2
GRAd-COV2 ويُعرف أيضًا باسم جي آر أي دي-كوف2، هو لقاح مرشح ضد مرض فيروس كورونا، تعمل شركة «ريثيرا» (بالإيطالية: ReiThera)‏ الإيطالية على تطويره وإنتاجه بتقنية الناقلات الفيروسية بالتعاون مع معهد لادزارو سبالانساني الوطني للأمراض المعدية، وهو مخصص للإعطاء عن طريق الحقن العضلي.